# Excarnation

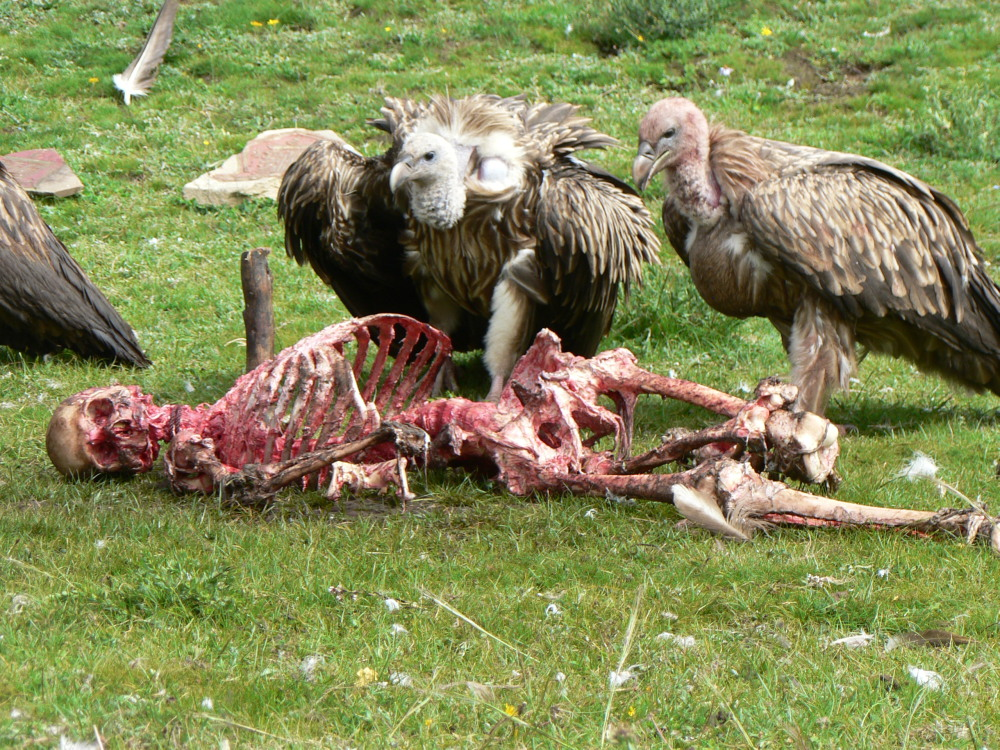
Excarnation par des charognards au Tibet.

L'excarnation, en archéologie et en anthropologie, est la pratique consistant à enlever la chair et les organes des morts avant leur enterrement, ne laissant que les os.
L'excarnation peut être précipitée par des moyens naturels, impliquant de laisser le corps exposé aux animaux, ou celui-ci peut être délibérément entrepris en dépeçant manuellement le cadavre.
Au Moyen Âge, les cultures européennes pratiquaient l'excarnation comme moyen de préserver les os lorsque le défunt avait un statut élevé ou était mort à une distance importante de sa région d'habitation. 
Une pratique connue sous le nom de Mos Teutonicus, ou excarnation active, était une coutume allemande. Les corps étaient découpés puis bouillis dans du vin, de l'eau ou du vinaigre.